# Liane Winter
Liane Winter (24 juni 1942) is een voormalige Duitse langeafstandsloopster, die in de jaren zeventig van de 20e eeuw een pionier was op het gebied van de marathon. In 1975 had ze een aantal dagen het wereldrecord in handen op de marathon.

## Loopbaan
Op 24 april 1975 won Winter als eerste buitenlandse vrouw de Boston Marathon. Haar tijd van 2:42.25 was tevens een wereldrecord. Het jaar ervoor verbeterde ze al in Wolfsburg en Waldniel het Duitse record op de marathon. Ze bracht het Duitse record op de 10 km op 31 juli 1977 in een wedstrijd in Brugge naar een tijd van 37.16. In 1979 werd ze Duits kampioene op de marathon in 2:59.29. Tijdens haar sportcarrière liep ze 50 marathons, de laatste op 50-jarige leeftijd.
Liane Winter stichtte een eigen sportvereniging, genaamd VfL Wolfsburg. Ze werkte tot 60 jaar bij Volkswagen. Na haar pensioen kwam ze wegens multiple sclerose in een rolstoel terecht.

## Titels
- Duits kampioene marathon - 1979

## Palmares

### marathon
- 1975:  Boston Marathon - 2:42.24
- 1975:  marathon van Baltimore - 2:53.23,2
- 1975:  marathon van Bräunlingen - 2:58.15,6
- 1976:  marathon van Bräunlingen - 3:10.33,8
- 1976: 10e Boston Marathon - 3:12.44
- 1977:  marathon van Daverden - 2:58.26
- 1977:  marathon van Göteborg - 3:00.31
- 1977:  marathon van Bräunlingen - 3:03.09
- 1978:  marathon van Steinwessen - 2:50.04,9
- 1978:  marathon van Berlijn - 2:51.32,4
- 1978:  marathon van Bräunlingen - 2:57.45
- 1978: 10e marathon van Atlanta - 2:59.42
- 1979:  marathon van Hannover - 2:47.31
- 1979: 9e marathon van Tokio - 2:49.39
- 1979:  marathon van Wolfsburg - 2:50.26
- 1979: 24e marathon van Waldniel - 2:54.49
- 1979:  marathon van Hamburg - 2:56.29
- 1981:  marathon van Berlijn - 2:53.56,0
- 1982: 6e marathon van Frankfurt - 2:43.35
- 1982:  marathon van Berlijn - 2:51.53,0